# Bitka za Przemyśl
Bitka za Przemyśl (tudi obleganje Przemyśla) je ena največjih obleganj prve svetovne vojne, ki je predstavljalo uničujoči poraz za Avstro-Ogrsko. Samo obleganje Trdnjave Przemyśl se je pričelo 24. septembra 1914, bilo začasno prekinjeno med 11. oktobrom in 9. novembrom zaradi avstro-ogrske ofenzive in se končalo 22. marca 1915 s kapitulacijo avstro-ogrske garnizije, ki je prestala 133 dni obleganja.
Velja tudi za enega najbolj nenavadnih obleganj vseh časov, saj je ob pričetku obleganja bilo več branilcev kot napadalcev, pri čemer so imeli branilci več topov in streliva.

## Ozadje
Ob izbruhu prve svetovne vojne je celotna garnizija Przemyśla obsegala: pet pehotnih bataljonov, trop poljske artilerije, tri trdnjavske artilerijske polke in več saperskih enot. 2. septembra so pričeli s pripravljanjem trdnjave na možno obleganje (posekali so bližnje gozdove in podrli hiše v bližini); čez dva dni je bila ukazana tudi evakuacija večine civilnega prebivalstva.
Med rusko ofenzivo leta 1914 iz Galicije proti Lembergu (današnji Lviv) je ruski general Nikolaj Judovič Ivanov odločilno premagal avstro-ogrske sile pod poveljstvom Conrada von Hötzendorfa med t. i. bitko za Galicijo, s čimer se je celotna avstrijska fronta pomaknila za več kot 100 km proti Karpatom. Conrad von Hötzendorf, načelnik avstro-ogrskega generalštaba, je svoj štab nastanil v Trdnjavi Przemyśl, ki je bila v tem času okrepljena z novimi sedmimi obrambnimi fortifikacijami. 15. septembra je Hötzendorfov štab zapustil trdnjavo in naslednji dan so Rusi napadli Jaroslav in Sieniavo. 26. septembra je bila trdnjava v celoti obkoljena, pri čemer je znotraj obroča ostalo 131.000 ljudi in 21.000 konj; garniziji je poveljeval general pehote Hermann Kusmanek von Burgneustädten. Trdnjava Przemyśl je kot edina trdnjava ostala v avstrijskem posestvu in po 28. septembru se je nahajala v ruskem zaledju. Rusi so bili tako v položaju, da napadejo nemško Šlezijo, zaradi česar je bila obramba oz. obdržanje Przemyśla strateškega pomena tako za Nemčijo kot Avstro-Ogrsko.

## Ureditev
Celotni trdnjavski kompleks je sestavljalo devet večjih trdnjav, katere so bile opremljene s 33 in 35-cm topovi z električnim upravljanjem, deset manjših trdnjav (ki so bile opremljene z motoriziranimi artilerijskimi baterijami) in 16 cementnih poljskih fortifikacij, ki so bile povezane s tirom, po katerem se je gibala železniška artilerija.
Sam trdnjavski kompleks je bil razdeljen na osem obrambnih sektorjev in rezervo; stanje z dne 20. septembra 1914 je bilo sledeče:
- I.: severni del osrednjega Przemyśla (polkovna skupina generala Nikla),
- II.: južni del osrednjega Przemyśla (polkovna skupina generala Nikla),
- III.: severozahodni del zunanjega dela kompleksa (111. pehotna brigada),
- IV.: severni del zunanjega dela kompleksa (93. pehotna brigada),
- V.: severovzhodni del zunanjega dela kompleksa (5. honvedski pehotni polk),
- VI.: jugovzhodni del zunanjega dela kompleksa (97. domobranska pehotna brigada),
- VII.: južni del zunanjega dela kompleksa (108. pehotna brigada) in
- VIII. južnozahodni del zunanjega dela kompleksa (45. honvedska pehotna brigada) ter
- rezerva: 23. honvedska pehotna divizija.

Trdnjavski kompleks so branile naslednje enote: 
- 23. honvedska pehotna divizija

- 45. honvedska pehotna brigada

- 2. honvedski pehotni polk
- 5. honvedski pehotni polk
- 3. honvedski pohodni polk
- 4. honvedski pohodni polk

- 46. honvedska pehotna brigada

- 7. honvedski pehotni polk
- 8. honvedski pehotni polk
- 6. honvedski pohodni polk

- divizijske enote

- 23. komunikacijska četa
- 23. pontomska četa
- 2. honvedski poljskotopniški polk
- dve četi 4. honvedskega huzarskega polka

- 93. pehotna brigada

- 10. pehotni polk
- 35. pehotni polk
- gorska komunikacijska četa

- 97. domobranska pehotna brigada

- 9. domobranski pehotni polk
- 10. domobranski pehotni polk
- 11. domobranski pehotni polk
- 16. domobranski pehotni polk

- 108. pehotna brigada

- četa, 2. tirolski lovski polk
- 21. pehotni polk
- 11. pehotni polk (oslabljeni)
- 22. komunikacijska četa
- 26. komunikacijska četa
- 41. artilerijska četa

- 111. pehotna brigada

- 17. pehotni polk
- 18. pehotni polk
- 33. pehotni polk
- 34. pehotni polk (oslabljeni)
- 111. komunikacijska četa
- 30. rezervna artilerijska četa

- Poveljstvo polkovne skupine generala Nikla

- žandarmerijski bataljon
- žandarmerijski bataljon
- žandarmerijski bataljon
- žandarmerijski bataljon

- Taktična rezervna

- 35. domobranski bataljon
- 16. honvedski pohodni polk
- 8. rezervni huzarski bataljon
- 17. začasna pehotna četa
- 18. začasna pehotna četa
- 34. začasna pehotna četa
- 10. začasna mostovna četa
- 3. začasna trdnjavska artilerijska četa
- 8. rezervni huzarski bataljon
- vojaška policija
- vojaška žandarmerija
- požarna straža
- etapne čete

## Prvo obleganje
24. septembra je general Radko Dimitrijev, poveljnik 3. armade, pričel z obleganjem trdnjave, pri čemer pa ni bil deležen zadostne artilerijske podpore. Pod poveljstvom je imel naslednje enote:
- 2. pehotna divizija

- 45. pehotni polk
- 46. pehotni polk
- konjeniška četa
- 12. artilerijska brigada
- 11. konjeniški artilerijski divizion

- 19. pehotna divizija

- 73. pehotni polk
- 74. pehotni polk
- 75. pehotni polk
- 76. pehotni polk
- konjeniška četa
- 19. artilerijska brigada

- 58. rezervna pehotna divizija

- 229. pehotni polk
- 230. pehotni polk
- 231. pehotni polk
- 232. pehotni polk
- kozaška četa
- 58. artilerijska brigada

- 60. rezervna pehotna divizija

- 237. pehotni polk
- 238. pehotni polk
- 239. pehotni polk
- 240. pehotni polk
- kozaška četa
- 60. artilerijska brigada

- 65. rezervna pehotna divizija

- 257. pehotni polk
- 258. pehotni polk
- 259. pehotni polk
- 260. pehotni polk
- kozaška četa
- 65. artilerijska brigada

- 69. rezervna pehotna divizija

- 273. pehotni polk
- 274. pehotni polk
- 275. pehotni polk
- 276. pehotni polk
- kozaška četa
- 69. artilerijska brigada

- 78. rezervna pehotna divizija

- 309. pehotni polk
- 310. pehotni polk
- 311. pehotni polk
- 312. pehotni polk
- kozaška četa
- 78. artilerijska brigada

- 82. rezervna pehotna divizija

- 325. pehotni polk
- 326. pehotni polk
- 327. pehotni polk
- 328. pehotni polk
- kozaška četa
- 82. artilerijska brigada

- 3. strelska pehotna brigada

- 9. strelski bataljon
- 10. strelski bataljon
- 11. strelski bataljon
- 12. strelski bataljon
- 3. artilerijski bataljon

Namesto da bi se odločil počakati, da mu rusko vrhovno poveljstvo pošlje potrebno artilerijo, je ukazal frontalni napad na trdnjavo, saj je želel s tem preprečiti možno posredovanje avstro-ogrskih sil, ki bi razbile obleganje. V treh dneh neprestanih napadov so Rusi utrpeli 40.000 padlih, pri čemer pa niso dosegli ničesar. V tem času pa je general Paul von Hindenburg pričel z ofenzivo proti Varšavi in general Svetozar Borojević von Bojna je pričel z odrešilnim napredovanjem proti Przemyślu. Conrad von Hötzendorf je upal, da bo to dvojno napredovanje proti ruskim položajem uspelo odrešiti Przemyśl.
Sredi oktobra so Avstrijci uspeli obnoviti eno od bližnjih železniških prog, ki so jo uspeli obdržati tako dolgo, da so v trdnjavo pripeljali potrebno oskrbo za 130.000 vojakov in 30.000 civilistov.

## Drugo obleganje
31. oktobra je bil Hindenburg premagan in zaustavljen v bitki na reki Vistuli. Posledično je bil Borojevič tudi prisiljen zaustaviti napad in se vrniti na izhodiščne položaje. Tako so Rusi lahko obnovili napade na Przemyśl. Armada Radka Dimitrijeva je bila premaknjena na sever, tako da je obleganje prevzela 11. armada pod poveljstvom generala Andreja Nikolajeviča Selivanova. V nasprotju z Dimitrijevim Selivanov ni ukazal frontalne napade na fortifikacije, ampak se je odločil izstradati garnizijo. 
Februarja 1915 je Borojević pričel z drugo reševalno ofenzivo, ki pa je bila konec meseca razbita. Tako je von Hötzendorf obvestil generala Kusmaneka, da ne bodo sposobni organizirati nove reševalne akcije. 
Selivanov je nato le prejel zadostno artilerijo, da je lahko pričel s sistematičnim uničevanjem fortifikacij. Rusi so 13. marca uspeli zavzeti severne obrambne položaje. Avstrijci so uspeli ruski prodor zaustaviti na improvizirani obrambni liniji tako dolgo, da so v mestu uničili vse, kar bi lahko koristilo Rusom. 19. marca je Kusmanek ukazal še zadnji obupan poskus, in sicer izpad garnizije ven iz trdnjave; njihov napad, katerega je vodila 23. honvedska pehotna divizija) je bil odbit. Še isti dan je Kusmanek ukazal začetek uničevanja dokumentov in denarja ter vse ostale vojaške in civilne opreme (vozila, telefoni, telegrafi ...).
Potem ko je garniziji pošla vsa hrana in je zaradi močnih snežnih viharjev zmrznilo na stotine vojakov, je bil Kusmanek prisiljen 22. marca ukazati kapitulacijo garnizije; v rusko vojno ujetništvo je padlo 117.000 preostalih branilcev. Med ujetniki je bilo tudi devet generalov (Kusmanek, podmaršali Tamassy, Weizendorff, Nikl in generalmajorji Weber, Seide, Kaltnecker, Komma in Kloeber), 39 višjih štabnih častnikov in okoli 2500 drugih častnikov. Rusi pa so ob tem zajeli tudi 700 kosov težke artilerije.

## Poštne povezave
V času obleganja se je razvil tudi nov način transporta pošte, in sicer zračna pošta. Tako so branilci s pomočjo balonov (tako s človeško posadko kot brez) pošiljali večinoma vojaško pošto izven mesta. Eden od balonov je predhodno padel na rusko ozemlje, kjer so ga Rusi našli in poslali v Sankt Petersburg, kjer so opravili cenzuro in nato pošto poslali naprej. Za prenos pošte pa so uporabljali tudi poštne golobe.

## Posledice
Padec Przemyśla je Rusom odprl možnost za večjo ofenzivo proti Ogrski. Ta pričakovana ofenziva pa ni bila nikoli izvedena, ampak je padec Przemyśla predstavljal velik moralni udarec za Avstro-Ogrsko. Nadaljnji udarec za Avstro-Ogrsko pa je predstavljalo dejstvo, da bi morala garnizija šteti največ 50.000 (javnost je tako zaradi vojne propagande verjala, da Przemyśl brani 50.000 večinoma Madžarov pod poveljstvom enega redkih sposobnih avstrijskih generalov), a je v vojno ujetništvo padlo več kot 100.000 Avstrijcev. Rusi so Przemyśl pričeli obnavljati in poskusili usposodobiti za nastanitev svoje garnizije. 25. aprila 1915 je trdnjavo obiskal tudi ruski car Nikolaj II., ki se je med obiskom posvetil predvsem ogledu avstrijskih fortifikacij. V ruskem posestvu je Przemyśl ostal vse do poletja 1915, ko so ga združene nemško-avstrijsko-ogrske sile ponovno zavzele.

## Zanimivosti
V času obleganja je garnizija izdajala svoj časopis: Die Kriegszeitung von Przemyśl (Vojni časopis Przemyśla).
Pri ruski oblegovalni vojski se je nahajal tudi britanski vojni risar H.C. Seppings-Wright, ki je med obleganjem izdelal več skic obleganja in vpletenih oseb za časopis London Illustrated.